# Bart Aernouts (cyclisme)
Pour les articles homonymes, voir Bart Aernouts et Aernout.
Ne doit pas être confondu avec son homonyme qui pratique le duathlon et le triathlon.
Bart Aernouts, né le 23 juin 1982 à Essen, est un coureur cycliste belge spécialiste du cyclo-cross.

## Palmarès en cyclo-cross
- 1997-1998
  - 2e du championnat de Belgique de cyclo-cross cadets
- 1999-2000
  -  Champion du monde de cyclo-cross juniors
  -  Champion de Belgique de cyclo-cross juniors
- 2001-2002
  - 3e du championnat de Belgique de cyclo-cross espoirs
- 2002-2003
  - 2e du championnat de Belgique de cyclo-cross espoirs
- 2003-2004
  - 2e du championnat de Belgique de cyclo-cross espoirs
- 2004-2005
  - Val Joly, Fourmies
  - Intern. Radquer Steinmaur, Steinmaur
- 2007-2008
  - Int. Cyclo-Cross Huijbergen, Huijbergen
- 2008-2009
  - Badiquer Schmerikon, Schmerikon
- 2009-2010
  - Openingsveldrit van Harderwijk, Harderwijk
  - Grand Prix Groenendaal, Saint-Michel-Gestel
- 2010-2011
  - Cyclo-cross del Ponte, Faè di Oderzo
  - 4e de la Coupe du monde
- 2011-2012
  - 11e Kiremko Nacht van Woerden, Woerden
  - Internationale Cyclo-Cross Rucphen, Rucphen
  - 5e du championnat du monde de cyclo-cross
  - 7e de la Coupe du monde
- 2012-2013
  - Kiremko Nacht van Woerden, Woerden
  - 5e de la Coupe du monde
- 2013-2014
  - 8e de la Coupe du monde

### Classements
| Épreuve / Édition       | 2004/2005 | 2005/2006 | 2006/2007 | 2007/2008 | 2008/2009 | 2009/2010 | 2010/2011 | 2011/2012 | 2012/2013 | 2013/2014 |
| Championnat du monde    | 40e       | 18e       | 25e       | 14e       |           | 37e       | 17e       | 5e        | 15e       | -         |
| Coupe du monde          |           |           | 10e       |           | 11e       | 7e        | 4e        | 7e        | 5e        | 8e        |
| Superprestige           | 16e       | 17e       | 21e       | 24e       | 12e       | 6e        | 8e        | 6e        | 6e        | 10e       |
| Championnat de Belgique | 7e        | -         | 7e        | 5e        | 6e        | 6e        | 4e        | 9e        | 7e        | 9e        |

## Distinctions
- Espoir de l'année en Belgique : 2000